# Letang
Letang is een bestuurslaag in het regentschap Musi Banyuasin van de provincie Zuid-Sumatra, Indonesië. Letang telt 2438 inwoners (volkstelling 2010).